# Ntungamo
Ntungamo – miasto w Ugandzie, stolica dystryktu Ntungamo.